# Shekhar Kapur
Shekhar Kapur (Lahore, India, 6 de diciembre de 1945) es un director y productor cinematográfico indio.

## Vida personal
Sus estudios básicos fueron realizados en la Escuela Moderna de Nueva Delhi, India, y en la Escuela Doon. Sus trabajos incluyen películas como Elizabeth (1998) y Elizabeth: La edad de oro (2007), ambas relatos ficticios acerca del reinado de Isabel I de Inglaterra; la película de 1998 tuvo 8 nominaciones a los Óscar. El año 2002 fue premiado con el Padma Shri.
Sobrino de los actores Vijay Anand y Dev Anand, Kapur fue desalentado a ingresar al negocio del espectáculo por su padre.
A los 22 años, egresó de contabilidad para complacer a su padre. Se mudó a Gran Bretaña y pasó varios años trabajando como asesor administrativo.
Se casó con la actriz y cantante Suchitra Krishnamurthy, y se divorciaron en febrero del 2007.
En junio del 2005, Kapur junto a su amigo Deepak Chopra lanzaron un blog con un selecto grupo de sus amigos y familiares. El propósito del blog es promover discusiones de las voces del Asia meridional, especialmente la India. Kapur postea regularmente en el blog, e incluso escribe cortos poemas personales. Poco tiempo después comenzó su propio blog personal en su sitio web oficial.
En el 2006 formó Virgin Comics y Virgin Animation, compañías de entretenimiento enfocadas en la creación de nuevas historias y personajes destinados a una audiencia global. La compañía fue fundada junto a Richard Branson y su grupo Virgin, al escritor Deepak Chopra y a los empresarios Sharad Devarajan, Suresh Seetharaman y Gotham Chopra.

## Carrera
Shekhar Kapur inició su carrera en Bollywood, dirigiendo las películas indias Masoon (1983) y la cinta de ciencia ficción Mr. India (1987). Ambas películas fueron muy exitosas y aclamadas por la crítica. En 1994 dirigió otra película aclamada por la crítica, Bandit Queen. Tuvo una aparición en la película interpretando a un camionero y también apareció en varias series de televisión y películas indias, pero su carrera de actor nunca despegó. En 1989 dirigió algunas escenas del film Joshilay, protagonizado por Sunny Deol, Anil Kapoor, Sridevi y Meenakshi Seshadri. También dirigió la película india Time Machine (1992), la que nunca se terminó. En 1996 dirigió parcialmente Dushmani, protagonizada por Sunny Deol, Jackie Shroff y Manisha Koirala.
En 1998 alcanzó reconocimiento internacional por la dirección de la cinta Elizabeth, ganadora de un Óscar. Por la manera que retrató al ejército y al imperio británico en la película Las cuatro plumas (2002), fue acusado de antibritánico por los tabloides. Esta sensación aumentó cuando durante una entrevista por motivo del lanzamiento de la película en DVD habló favorablemente de los fanáticos líderes religiosos representados en la cinta (el Mahdi).
Kapur fue el productor ejecutivo de la película El gurú del sexo. También estableció una compañía de películas indias junto a Ram Gopal Varma y Mani Ratnam. Esta compañía ha producido una sola película, Dil Se (1998), protagonizada por Shahrukh Khan.
También fue productor ejecutivo del musical de Andrew Lloyd Webber Bombay Dreams, que se presenta en Londres desde el 2002 y en Broadway desde el 2004.
En un papel poco usual, Kapur proporcionó la voz de Mahatma Gandhi en los libros de audio titulados The Story of My Experiments with Truth - autobiography of M. K. Gandhi, junto a Nandita Das como narradora.

## Proyectos futuros
Sus futuros proyectos incluyen las cintas Long Walk to Freedom, Water y The Last Full Measure. También está planeada una tercera parte de la serie de Elizabeth. Según el guionista John Rogers, el éxito de Elizabeth ha llevado a Kapur a trabajar en una adaptación de la Saga de la Fundación de Isaac Asimov, pero el proyecto ha sido pospuesto. También planeó la realización de una película que describe la vida de Buda, pero fue abandonada por razones desconocidas.

## Filmografía
| Año  | Título                    | Nominaciones al Óscar | Óscar obtenidos |
| ---- | ------------------------- | --------------------- | --------------- |
| 1983 | Masoom                    |                       |                 |
| 1987 | Mr. India                 |                       |                 |
| 1994 | Bandit Queen              |                       |                 |
| 1998 | Elizabeth                 | 7                     | 1               |
| 2002 | The Four Feathers         |                       |                 |
| 2007 | Elizabeth: The Golden Age | 2                     | 1               |
| 2008 | New York, I Love You      |                       |                 |
| 2009 | Passage                   |                       |                 |
| 2016 | The Science of Compassion |                       |                 |
| 2017 | Paani                     |                       |                 |

## Premios y distinciones
Festival Internacional de Cine de Venecia
| Año  | Categoría         | Película  | Resultado |
| ---- | ----------------- | --------- | --------- |
| 1998 | Premio Max Factor | Elizabeth | Ganador   |

## Honores
El asteroide (9141) Kapur fue nombrado así en su honor.